# Juan Argote
Juan Jorge Argote (* 30. November 1905 in La Paz; † unbekannt), oder kurz Juan Argote, war ein bolivianischer Fußballspieler auf der Position eines Mittelfeldspielers. Er war zuletzt für den Hauptstadtverein Club Bolívar und die bolivianische Fußballnationalmannschaft aktiv.

## Karriere

### Verein
Seine Vereinskarriere verbrachte Argote in seiner bolivianischen Heimat. Er stand in den Jahren 1929 bis 1931 im Kader des Club Bolívar aus der Hauptstadt La Paz. Hier wurde er 1930, hinter The Strongest, Vizemeister in der noch semiprofessionellen regionalen Meisterschaft von La Paz. Einen Titel konnte Argote in seiner Zeit bei Club Bolívar jedoch nicht gewinnen. Weitere Informationen zu seiner Karriere geben die Quellen, wie zu vielen Spielern aus dieser Zeit, jedoch nicht her.

### Nationalmannschaft
Zusammen mit dem Torhüter Miguel Murillo, Stürmer Mario Alborta und Mittelfeldspieler Diógenes Lara wurde Argote von Nationaltrainer Ulises Saucedo als Spieler vom Club Bolívar zur Fußball-Weltmeisterschaft 1930 in Uruguay berufen. Hier bildete er zusammen mit Jorge Luis Valderrama und Lara das Mittelfeld der Bolivianer im WM-Spiel gegen Jugoslawien (0:4). Es sollte jedoch sein einziger Einsatz bleiben, im zweiten Spiel gegen Brasilien (0:4) ersetzte ihn Mittelfeldspieler Renato Sáinz vom Club The Strongest.